# Aliaxandr Shamarau
Aliaxandr Shamarau –en bielorruso, Аляксандр Шамараў; en ruso, Александр Шемаров, Alexandr Shemarov– (Kaliningrado, 9 de abril de 1975) es un deportista bielorruso que compitió en lucha libre. Ganó una medalla de bronce en el Campeonato Europeo de Lucha de 2001, en la categoría de 97 kg.
Participó en dos Juegos Olímpicos de Verano, ocupando el séptimo lugar en Sídney 2000 y el séptimo lugar en Atenas 2004.

## Palmarés internacional
| Campeonato Europeo | Campeonato Europeo | Campeonato Europeo | Campeonato Europeo |
| Año                | Lugar              | Medalla            | Categoría          |
| ------------------ | ------------------ | ------------------ | ------------------ |
| 2001               | Budapest (Hungría) | Medalla de bronce  | 97 kg              |